# ProdByPerke
Никола Перић (Прокупље, 21. април 2000), српски је музички продуцент.  Потекао је из Прокупља, где је похађао Основну школу „15. мај“. Са музиком је започео 2014. године, а као главну инспирацију наводи холандског ди-џеја Мартина Гарикса.
Током каријере сарађивао је са бројним домаћим извођачима, међу којима су Cobi, Fox, Petrov, LeFlow и други.  Његов рад обухвата продукцију у жанровима хип хопа, репа, трапа и електронске музике.

## Сарадње
Никола Перић је сарађивао са бројним извођачима, међу којима су:
- Cobi – „Zbog kokaine“
- Fox – „Kocke Leda“
- Grča – „Grča“
- Petrov – „Nemačka“, „Rari“, „Dior 2“